# エヴァ・バルトーク
エヴァ・バルトーク（Eva Bartok, 本名：Éva Márta Szőke Ivanovics、1927年6月18日 - 1998年8月1日）は、ハンガリー出身の女優。エヴァ・バートックとの表記もある。

## 来歴・人物
ブダペスト出身のユダヤ人。1950年代から1960年代にかけてロンドンを拠点に各国の映画に出演、国際的に活躍した。
私生活では5回結婚している。最初の結婚はわずか15歳の時にナチスの軍人と強制的に結婚させられたものである（戦後、未成年者の強制結婚を理由に無効となった）。4番目の夫だったドイツの俳優クルト・ユルゲンスと離婚後の1957年に娘が誕生したが、後年彼女の父親はフランク・シナトラだったと告白している。
1998年8月1日、71歳で死去。

## 主な出演作品
- マデリーン 愛の旅路 Madeleine (1950) クレジットなし
- 真紅の盗賊 The Crimson Pirate (1952)
- 人間ロケット Spaceways (1953)
- パークプラーザ605号室 Park Plaza 605 (1953)
- 社会部物語 Front Page Story (1954)
- 海駆ける男 Break in the Circle (1955)
- 森を通って、草原を通って Durch die Wälder, durch die Auen (1956)
- スターリングラードからの医者 Der Arzt von Stalingrad (1958)
- ダイヤモンド作戦 Operation Amsterdam (1959)
- 脱獄十二時間 Douze heures d'horloge (1959)
- 白い国籍のスパイ Es muß nicht immer Kaviar sein (1961)
- モデル連続殺人! Sei donne per I'assassino (1964)